# Montée de l'antisémitisme en France depuis le 7 octobre 2023
 (juin 2025).
 (juin 2025).

La montée de l’antisémitisme en France depuis le 7 octobre 2023 correspond à une nouvelle vague d’antisémitisme, d’une ampleur sans précédent depuis la Shoah,, qui s'est déclarée brusquement en France et dans le monde entier, avec l’attaque du Hamas contre Israël du 7 octobre 2023, puis la riposte de ce dernier et la guerre à Gaza qui s'en sont suivies,, et qui se poursuit au moins jusqu'en 2025.
Selon la définition de l'IHRA (approuvée le 3 décembre 2019 par l'Assemblée nationale et le 5 octobre 2021 par le Sénat), l’antisémitisme est la perception des juifs pouvant s'exprimer par de la haine à leur égard. Les manifestations rhétoriques et physiques de l'antisémitisme sont dirigées contre des individus juifs ou non-juifs et/ou de leurs biens, contre les institutions de la communauté juive et contre les institutions religieuses juives.
Cette nouvelle vague d’antisémitisme est d’une nature en grande partie spécifique par rapport à l’époque précédente : plus concentrée dans certaines régions et villes françaises, plus jeune, relevant d’un « retournement historique » dans lequel les partisans de La France Insoumise présenteraient des taux d’adhésion aux préjugés antisémites supérieurs à ceux du Rassemblement national. Il est aussi plus souvent lié au conflit au proche orient. Depuis le 7 octobre également, l’antisionisme est plus souvent cité pour justifier les actes ou les jugements antisémites, ce qui aggrave la confusion entre antisémitisme et antisionisme dans l’esprit des Français. Les définitions sont pourtant souvent rappelées : la critique de la politique d’Israël ne relève ni de l’antisémitisme, ni de l’antisionisme. Ce dernier tombe sous les coups de la loi lorsqu’il entraine la négation de l’existence de l’État d’Israël et incite à sa destruction,.

## Augmentation sans précédent des actes antisémites depuis le 7 octobre 2023

### Méthodologie de comptage
Le service central du renseignement territorial (SCRT) du ministère de l'intérieur construit chaque année les chiffres des actes à caractère antisémite, antimusulman, antichrétien, raciste et des atteintes aux lieux de culte et sépultures. Pour ce faire, il prend en compte des données fournies par les services de police et de gendarmerie, croisées pour les faits antisémites avec les signalements transmis par le Service de protection de la communauté juive (SPCJ). Seuls les faits ayant donné lieu à un dépôt de plainte ou à une intervention de police, suivie d’un constat des forces de l’ordre, sont intégrés dans les statistiques.

### Multiplication des actes antisémites
Depuis l'attaque terroriste du Hamas contre Israël le 7 octobre 2023, les violences antisémites en France se multiplient : en cinq semaines (du 7 octobre au 16 novembre 2023), plus de mille cinq cents actes antisémites sont comptabilisés en France, selon le service central du renseignement territorial du ministère de l’intérieur. Sur toute l’année 2022, quatre cent trente-six avaient été recensés.
Une enquête de L'Express datant du 3 octobre 2024 révèle que les agressions antisémites représentent désormais 57 % de l’ensemble des agressions racistes et antireligieuses dans le pays, alors que les Juifs comptent pour moins de 1 % de la population française (a lors que jusqu’à cette période, les actes antireligieux les plus nombreux dans l’hexagone étaient les actes anti-chrétiens). Le même jour, l'Éducation nationale révèle que les actes antisémites recensés à l'école ont presque triplé en un an,.
Selon France-info, la Ligue internationale contre le racisme et l'antisémitisme (Licra) a constaté sur X (ex-Twitter) que « Cette vague de haine qui monte (...) n'est pas la première depuis la Seconde Guerre mondiale, mais elle est d'une ampleur inédite, gangrène le tissu social, la cohésion nationale et les valeurs de la République ».
Au premier trimestre 2025, 280 faits antisémites ont été recensés en France. "C'est extrêmement élevé"*, a indiqué le 8 juin 2025 Mathias Ott, délégué interministériel à la lutte contre le racisme, l’antisémitisme et la haine anti-LGBT. "Il y a eu 1 670 actes antisémites enregistrés par les forces de l’ordre en 2023, 1 570 en 2024. On est sur un plateau extrêmement élevé", précise-t-il.

### Amplification de leur violence

#### Hyper-violence verbale
Le 1er novembre, le préfet de police de Paris, Laurent Nuñez, ouvre une enquête sur des chants antisémites et pro-nazis filmés dans le métro parisien par un groupe de jeunes gens : « Fuck les Juifs et fuck ta mère, vive la Palestine », puis « Nous sommes des nazis et nous en sommes fiers ».
Fin octobre 2023, à la suite des exactions du 7 octobre, le récit d'un bébé brûlé vivant dans un four par le Hamas est repris par plusieurs médias et sur les réseaux sociaux. Le 2 novembre, alors que l'information s'est avérée fausse, l'influenceuse et mannequin française Warda Anwar publie sur son compte Instagram une vidéo dans laquelle elle ironise à ce sujet, se demandant « s'ils ont mis du sel, du poivre, s'ils ont mis du thym ? Ils l'ont fait revenir à quoi ? Et ça été quoi l'accompagnement ? », avant que son fils de 12 ans n'ajoute : « en accompagnement avec ce gigot de bébé n'était qu'autre qu'une assiette de frites avec une sauce ketchup et mayonnaise »,,,,,. Le parquet lui reproche notamment de « tourner en ridicule les informations qui proviennent d’Israël », « blanchir le Hamas de sa barbarie », à travers une « minimisation outrancière de l’acte terroriste » sur fond de « terreau complotiste », tandis qu'elle dit avoir voulu dénoncer une « propagande » et une « manipulation des médias ». Elle est condamnée en première instance à 10 mois de prison avec sursis, pour apologie du terrorisme, le 6 décembre 2023,.
Quelques jours auparavant, Refaat Alareer, professeur de littérature à l'université de Gaza, tué le 8 décembre avec sa famille dans un bombardement israélien, s'était déjà demandé si le bébé avait été cuit « avec ou sans levure ».
Des menaces apparaissent également sur certains murs, telles que « Un bon juif est un juif mort », « Mort à Israël » ou « De la mer au Jourdain, Palestine vaincra », habituels slogans pro-palestiniens pour l'éradication d'Israël.

#### Extrême violence physique
Selon le rapport annuel du SPCJ, l'année 2024 se caractérise par le plus grand nombre d'agressions physiques à caractère antisémite de la décennie, à savoir 106 agressions, et par l'extrême violence de nombre d'entre elles.

##### Crimes et agressions
Le 4 novembre 2023, une femme juive est poignardée à Lyon et une croix gammée est taguée sur son domicile.
Le 23 avril 2024, un homme est suspecté d'avoir violé, séquestré et menacé de mort une femme de confession juive dans un appartement de Gennevilliers. Lors de son interpellation, il aurait justifié ses actes par le « désir de venger la Palestine »,.
Le 18 juin 2024, trois garçons âgés de 12 et 13 ans sont mis en examen pour le viol en réunion à Courbevoie, d’une enfant juive de 12 ans commis avec « violences, menaces de mort et injures antisémites » dans un local désaffecté. Après l’avoir traitée de « sale juive » et frappée, ils auraient imposé à la fillette, selon une source policière, des pénétrations anales et vaginales ainsi que des fellations. Deux des garçons sont condamnés à neuf et sept ans de prison ferme en juin 2025.
Le 22 mars 2025, alors qu'il revient de la synagogue avec son fils de 9 ans, le rabbin d'Orléans est abordé par un adolescent qui le filme et le questionne sur sa religion, « tout en proférant des injures à caractère antisémite et en crachant en leur direction ». Le rabbin est ensuite frappé et mordu. Arrêté après l'agression, le suspect, déjà connu des services de police, qui avait affirmé être un Palestinien âgé de 16 ans, s'avère être de nationalité marocaine, « mineur isolé, arrivé en France depuis moins d’un an »,.
En mai puis juin 2025, c'est le rabbin Élie Lemmel qui est victime de deux agressions successives.

##### Terrorisme
Le 17 mai 2024 vers 6 h 45, un homme armé jette un cocktail Molotov à travers une fenêtre de la synagogue de Rouen causant d'importants dégâts matériels et l'effroi de la communauté juive. A la suite de l’incendie criminel, l'homme, algérien sous OQTF, armé d’un couteau et d’une barre de fer, a ensuite tenté de s’attaquer aux forces de l’ordre avant d’être abattu.
Le 24 août 2024, peu avant 8 h 30, un homme est filmé par des caméras de vidéosurveillance, le visage découvert et un drapeau palestinien déployé autour de la taille, alors qu'il tentait de mettre le feu autour de la synagogue Beth Yaacov à le Grande-Motte (Hérault), avant l'office matinal du Shabbat qui accueille habituellement de nombreux fidèles. Le principal suspect, El Hussein Khenfri, reconnaît les faits dès sa première audition et explique avoir agi pour soutenir la cause palestinienne. Dans un communiqué diffusé mercredi après-midi, le Pnat (Parquet national antiterroriste) explique qu'il s'était « radicalisé dans la pratique de sa religion depuis plusieurs mois et [nourrissait] également, de longue date, une haine des juifs, plus spécialement focalisée sur la situation en Palestine ».
La multiplication des violences antisémites entretient un climat d'insécurité violent chez les juifs : nombre d'entre eux cessent de porter la kippa, de se tenir devant les synagogues ou d'emprunter des taxis. D'autres enlèvent la Mézouza de leur porte ou changent leur nom sur la sonnette.

## Profonde dégradation du climat envers les Juifs
Les faits antisémites ne donnent pas toujours lieu à un dépôt de plainte ou à une intervention de police. Certains, plus discrets mais plus quotidiens, démontrent une profonde dégradation de la situation des juifs en France. Ces derniers sont dans ce cas sans défense car ces comportements ne sont le plus souvent pas légalement répréhensibles et/ou sont présentés comme relevant de la liberté d’expression et de la prise de position politique, comme dans les exemples suivants.

La mission d’information sénatoriale consacrée à l’antisémitisme dans l’enseignement supérieur, a décrit, dans un rapport le 26 juin 2024, un climat « inquiétant » qui se diffuse à l’université. On y assiste, depuis le 7 octobre 2023, à une ostracisation des étudiants juifs, qui sont d’emblée considérés comme partisans du gouvernement israélien et de son action militaire. Le CRIF indique en ce sens qu’ils :
«sont assignés à répondre de la situation au Proche-Orient, à clarifier sans cesse leur position, parfois tenus directement pour responsables de la politique du gouvernement israélien. Tout attachement à Israël devient une forme de complicité coupable ».
Un « antisémitisme d’atmosphère,», difficile à repérer, se traduit également dans les établissements par du harcèlement, des bousculades, des changements de place dans les amphis, un isolement d’étudiants au moment de confectionner des groupes. Le rapport rappelle aussi que 80 % des étudiants juifs interrogés par l’Ifop en 2023 ont déclaré avoir déjà été confrontés à des plaisanteries teintées de stéréotypes juifs. « Ces formes politiques, voire idéologiques, de manifestations d’antisémitisme sont d’autant plus difficiles à combattre qu’elles sont endossées par certaines figures d’autorité, comme des enseignants ou des élus étudiants ». Mme Matard-Bonucci signale que cette « diffusion insidieuse » de l’antisémitisme se déclare y compris chez des personnes pensant en être prémunies.
Lors de la manifestation parisienne du 8 mars 2024 pour la Journée des droits des femmes se trouvent des manifestantes de Nous vivrons et de No silence, collectifs créés pour dénoncer les crimes sexuels du 7 octobre. Alors qu'elles n'arborent pas de drapeau israélien, elles subissent insultes («sales juives», «nazis», «Israël assassin»), tentatives d'agressions, menaces et jets de projectiles,. Elles sont exfiltrées du cortège par les forces de l'ordre.
Le 12 mars 2024, une centaine d'étudiants occupe l'amphithéâtre Émile Boutmy de l'établissement de Sciences Po Paris renommé pour l'occasion « amphithéâtre Gaza ». Une étudiante de l'Union des étudiants juifs de France (UEJF) est « empêchée d'accéder à l'amphithéâtre »,.
À Sciences Po, en avril 2024, des manifestants exhibent leurs mains peintes en rouge, pour, selon eux, appeler au cessez-le-feu en solidarité envers les victimes civiles. Or, l'exhibition de ses mains peintes en rouge évoque le lynchage de réservistes israéliens à Ramallah en 2000 où un Palestinien, après avoir battu à mort deux jeunes soldats et leur avoir arraché les organes, montra par la fenêtre ses mains ensanglantées sous les acclamations de la foule,. C'est «un symbole qui a une histoire et une symbolique d’appel au meurtre» d’Israéliens. L'élue socialiste Pernelle Richardot déclare sur X : « Poussés par la haine antisémite, dans le silence assourdissant d'une partie de la gauche républicaine, les étudiants "bien pensants" de Sciences Po glorifient un lynchage ! ». Le dessinateur Joann Sfar en fait le dessin sur son compte Instagram et ajoute : « Ce symbole date du 12 octobre 2000. Ce n’est pas un appel à la paix, c’est le signe du massacre à mains nues de Yosef Avrahami et Vadim Norznich.» Auprès de CheckNews, des étudiants ont assuré qu’ils n’avaient pas connaissance de cette référence historique.

## Nouveaux contours de l'antisémitisme
La direction nationale du renseignement territorial (DNRT) a montré qu'entre 2023 et 2024, les actes antisémites se concentrent toujours plus sur l'Ile de France : au 1er trimestre 2024, 53 % d’entre eux ont lieu en Île-de-France (contre 37% en 2023). Ensuite, les régions les plus touchées sont la Provence-Alpes-Côte-d’Azur et l’Auvergne-Rhône-Alpes. Les villes aussi connaissent une polarisation : à Nice, 38 actes antisémites ont été réalisés au premier semestre 2024 (contre seulement 2 dans le même temps en 2023), à Marseille, 26 actes et à Sarcelles, 12.
En novembre 2024, une enquête sur « le regard des Français sur l'antisémitisme et la situation des Français juifs » est menée par Ipsos pour le Conseil représentatif des institutions juives de France (Crif). Elle met en lumière outre la une progression notable de l'antisémitisme en France, un changement des catégories sociopolitiques concernées. Pour 16 % des Français, les juifs ont une responsabilité significative ou très importante dans l’antisémitisme qui existe aujourd’hui en France. Ce sentiment est plus fréquent chez les sympathisants de LFI (22%) et plus rare au PS (7%) et chez EELV (10%). Un autre sondage, Ifop, publié au printemps 2024, montre que pour 92 % des juifs français interrogés, LFI « contribue à faire monter l’antisémitisme en France », contre 49 % s’agissant du RN. La montée d'un antisémitisme parallèle à celui du RN avait déjà été évoqué en 2018 dans le manifeste « contre le nouvel antisémitisme » rédigé par Philippe Val et approuvé par plus de 250 signataires : « au vieil antisémitisme de l'extrême droite, s'ajoute l'antisémitisme d'une partie de la gauche radicale.» Mais selon Brice Teinturier, directeur d'Ipsos et politologue, l'étude de novembre 2024 révèlerait un « retournement historique » dans lequel les partisans de La France Insoumise présenteraient des taux d’adhésion aux préjugés antisémites supérieurs à ceux du Rassemblement national.
L'étude révèle aussi une augmentation de l'antisémitisme parmi les jeunes : seulement 53 % des 18-24 ans considèrent que les Juifs sont bien intégrés, contre 84 % pour l’ensemble de la population,,. Surtout, 35 % des moins de 25 ans estiment qu'il est justifié de s'en prendre aux juifs en raison de leur soutien supposé à Israël, contre 21 % de la population générale. Dominique Reynié estime ainsi que « chez les jeunes générations, exposées au déversoir des réseaux sociaux, l'antisémitisme devient ordinaire,. »
Enfin, la poussée violente et durable des actes antisémites dans le monde et notamment en France depuis le 7 octobre 2023 est fortement corrélée aux évènements du Proche-Orient. Elle intervient dès le moment où pour la première fois de l’histoire, le Hamas est pour entré sur le sol israélien pour y commettre des meurtres barbares. Selon les chiffres travaillés conjointement par le ministère de l’Intérieur et le SPCJ, 30 % des actes antisémites recensés en 2024 évoquent la cause palestinienne,. Ainsi, le viol de la fillette de 12 ans à Courbevoie ou l’attentat contre la synagogue à La Grande-Motte sont explicitement revendiqués comme un soutien au peuple palestinien. Cette corrélation n'est pas nouvelle puisqu'elle a été mise en lumière dès les années 2000. C'est plutôt l'accélération des évènements qui est spécifique à l'après 7 octobre. Le journal l'Humanité explique le phénomène : « En cause, notamment, un odieux amalgame opéré entre, d’un côté, la politique de Benyamin Netanyahou et de l’autre, les juifs de France, qui en seraient complices ou comptables». Selon Jonas Pardo, les actes antisémites constatés depuis le 7 octobre ne peuvent pas être expliqué uniquement par le conflit au Moyen-Orient. Il existerait « effet activiste : les actes antisémites excitant les antisémites ». Chaque acte antisémite (Jonas Pardo cite par exemple la tuerie à l’école Ozar Hatorah à Toulouse ou l’affaire Dieudonné) ayant toujours donné lieu à une vague d’actes antisémites.

## Controverses

### Antisémitisme en France: résiduel ou exponentiel?
Le 2 juin 2024, Jean-Luc Mélenchon déclare sur son blog que « contrairement à ce que dit la propagande de l'officialité, l'antisémitisme reste résiduel en France. Il est en tout cas totalement absent des rassemblements populaires ». Les sympathisants de LFI ne sont que 41 % à considérer que l'antisémitisme est en augmentation en France contre 70 % de la population générale selon l'enquête d'Ipsos 2024.
Ces différences de point de vue peuvent s'expliquer. Tout d'abord, la caractérisation des actes ou propos comme étant antisémites fait débat : selon France info, parmi les plus de 2 000 signalements envoyés à la plateforme Pharos et la centaine d'actes antisémites recensée entre le 7 et le 12 octobre 2023, le caractère raciste d'une partie d'entre eux est parfois difficile à déterminer.

### Antisémitisme ou antisionisme?
Une autre raison pour laquelle les actes commis contre les juifs ne sont pas toujours considérés par tous comme antisémites : ils sont parfois revendiqués comme une riposte à la politique d'Israël en 2024. Aux propos d'Emmanuel Macron, qui, le 7 février 2024, a qualifié l'attaque du 7 octobre 2023 de « plus grand massacre antisémite de notre siècle », Francesca Albanese, la rapporteuse spéciale des Nations Unies sur les territoires palestiniens occupés, répond : « les victimes du 7 octobre n'ont pas été tuées à cause de leur judaïsme, mais en réaction de l'oppression d'Israël ». Cette justification des attentats du 7 octobre a été également utilisée pour 30 % des actes antisémites perpétrés sur le sol français sur les personnes françaises de confession juive en 2024.
Selon la sénatrice (LR) Catherine Procaccia, la différence entre antisémitisme et antisionisme « n’est pas claire dans l’esprit des Français ». L'antisémitisme, doctrine ou attitude d'hostilité systématique envers les juifs provenant de préjugés millénaires se distingue de l'antisionisme qui est une forme d'hostilité à l'égard de l'État hébreu. Dominique Vidal précise : « L'antisémitisme est un délit, puni comme tous les racismes par les lois françaises. L'antisionisme est une opinion que chacun est libre d'approuver ou non.»   

#### Redéfinition de l'antisémitisme du 20 février 2019
Déjà avant les évènements du 7 octobre, cette distinction fait l'objet de nombreuses discussions. Par exemple, les insultes proférées à l'encontre du philosophe Alain Finkielkraut, le 16 février 2019 en marge d'une manifestation de Gilets jaunes à Paris, (« Sale sioniste de merde, tu vas mourir ! », « Retourne dans ton pays ! », « sale race »... ) ont fait l'objet de controverse antisémitisme/antisionisme. Selon Dominique Vidal, « Quand on dit « sale sioniste de merde », on n'est plus dans la théorie politique. C'est juste purement raciste »,. Pour lui, le fait d'utiliser le terme de « sioniste », peut être utilisé comme un tour de passe-passe linguistique, beaucoup pratiqué par Dieudonné et Alain Soral, pour échapper à une condamnation pour antisémitisme.
Le 20 février 2019, Emmanuel Macron annonce qu'il ne demandera pas à ce que soit modifié le code pénal, mais que la définition de l'antisémitisme qui sera désormais mise en œuvre dans les textes de référence, sera celle de l’Alliance Internationale pour la mémoire de la Shoah »,. Celle-ci comprend une série d’exemples:  
« Les mythes sur une conspiration mondiale juive, le négationnisme, sous toutes ses formes (y compris l’accusation faite contre les Juifs et/ou Israël d’exagérer l’holocauste) ».
Certains sont en rapport avec l’Etat d’Israël :  
« La négation du droit à Israël d’exister (ex : « l’existence d’Israël est une entreprise raciste »), la comparaison avec le nazisme, l’usage de stéréotypes antisémites pour caractériser Israël, le fait de tenir les juifs de manière collective pour responsables des actions de l’Etat d’Israël...etc. ». 
Le document précise cependant que « les critiques à l’égard d’Israël comparables à celles exprimées à l’encontre d’autres pays ne peuvent être qualifiées d’antisémites ». Cette nouvelle définition permet de clarifier les choses : rien n'empêche « ceux qui veulent critiquer la politique israélienne de le faire » ; ce n'est ni antisioniste, ni délictuel. En revanche la négation du droit de l’État d’Israël à exister et l'incitation à sa destruction,constituent de l'antisionisme et tombent sous les coups de la loi depuis 2019.
Malgré les précisions données, l'ambiguïté demeure : pour Richard Ferrand, « Nier le droit d'Israël à exister est évidemment juste inacceptable et dissimule bien souvent une forme d'antisémitisme, c'est indéniable. Ensuite, faut-il pour autant prendre une loi qui pourrait laisser entendre que critiquer la politique d'Israël (...) pourrait être assimilé à un délit ? ». Selon Dominique Vidal, pénaliser l'antisionisme, « ce serait comme si les communistes demandaient une loi pour réprimer l'anticommunisme ou si les libéraux demandaient une loi pour réprimer l'altermondialisme (...). On entrerait dans un processus totalitaire ».

#### Propositions de loi visant à sanctionner la remise en cause du droit à Israël d'exister
Le 16 octobre 2024, les sénateurs français Roger Karoutchi et Stéphane Le Rudulier déposent une proposition de loi, motivée ainsi :  
 « L'antisémitisme a muté, se dissimulant trop souvent sur le nouvel antisémitisme qu'est devenu l'antisionisme, et passe fréquemment entre les mailles du filet de notre arsenal juridique. Ce dernier doit donc s'adapter à la menace. »
Pour sanctionner fermement la contestation du droit à l’existence de l’État d’Israël (qui revient à contestation du droit de la population israélienne à un territoire déterminé), ils proposent des peines jusqu'à un an d’emprisonnement et 45 000 euros d’amende. Cette proposition de loi viserait aussi à faire de l’antisémitisme un délit à part entière alors qu'il n'est qu'une circonstance aggravante pour d'autres délits.
Mais comme en 2019, l'amalgame persiste : de nombreuses associations considèrent qu'une telle loi reviendrait à criminaliser un courant de pensée s’opposant à la politique d’Israël.

Le 2 mars 2025, « Le Monde » publie une tribune de plus de 200 personnalités (Elisabeth Badinder, Aurore Bergé, François Hollande, etc.) qui dénoncent « la montée d’un antisionisme qui cache un antisémitisme actif » :

« Pour que l’antisionisme ne serve plus de prétexte à l’antisémitisme, c’est à la République de protéger les juifs en intégrant dans sa loi l’antisionisme comme nouvelle forme d’antisémitisme. Il ne s’agit pas ici de museler la critique légitime de la politique d’un gouvernement israélien, auquel le sionisme survivra, mais de condamner l’antisionisme qui frappe, l’antisionisme qui viole, l’antisionisme qui discrimine, l’antisionisme qui humilie. »

## Diverses accusations d'instrumentalisation de l'antisémitisme

### Inhiber des accusations d'Israël
Selon le journal L'Humanité, depuis le 7 octobre, en France, l'accusation d'antisémitisme est de plus en plus fréquente face aux critiques de la politique de Benyamin Netanyahou. Pour Cyprien Caddeo, qui a rédigé l'article, « l’accusation est tellement infamante, chargée du poids mémoriel de la Shoah, qu’elle écrase toute discussion ».
De même, selon Jean-Luc Mélenchon, dire que l'antisémitisme augmente n'est que propagande visant à inhiber les accusations de la politique d'Israël : « Le rayon paralysant abusif de l'accusation d'antisémitisme est désormais sans effet». Mais selon le journal Libération, le leader de La France insoumise « fait exprès de créer du doute» avec ses « polémiques, de plus en plus vives et fréquentes ». Le journal cite aussi Olivier Faure : «Pourquoi minimiser les actes antisémites quand tout indique qu’ils explosent ?».

### Attirer des électeurs sensibles aux préjugés antijuifs
Déjà avant octobre 2023, Jean-Luc Mélenchon « jou[er]ait volontairement avec le préjugé antisémite ». En juillet 2020, il déclare sur BFMTV : « Je ne sais pas si Jésus était sur la croix. Je sais qui l'y a mis, paraît-il. Ce sont ses propres compatriotes ». Cette phrase fait référence au « peuple déicide, la base la plus ancienne de l'antisémitisme chrétien » rappelle l'historien Robert Hirch.

Selon ce dernier, depuis le 7 octobre, Jean-Luc Mélenchon ou d'autres membres de LFI ont faits des dérapages inquiétants :
- le refus d'élus insoumis, au lendemain des massacres du 7 octobre, de qualifier le Hamas d'organisation « terroriste », préférant le terme de « crimes de guerre» ;
- le refus de participer, le 12 novembre 2023, à la marche, organisée en réponse à la hausse des actes antisémites en France, au motif que pour JL Mélenchon : « Les amis du soutien inconditionnel au massacre [y] ont leur rendez-vous ». Or, beaucoup de participants étaient juifs. Pour Robert Hirsch : « dire cela, c'était les porter à la vindicte »;
- l'emploi, dans un tweet du 1er janvier 2024 de David Guiraud, de l'expression « dragons célestes» pour désigner l'Observatoire juif de France. Cette expression, qui sert à décrire les personnages riches et puissants du manga One Piece, est fréquemment employée par les antisémites. Même si le député assure l'ignorer et efface son message, celui-ci a donné lieu, le temps de sa visibilité, à une déferlante de messages antisémites. Jonas Pardo commente : « La parole incite à la violence, au passage à l'acte».
- la comparaison faite par Jean-Luc Mélenchon en avril 2024, du président de l'université de Lille au dignitaire nazi Adolf Eichmann, lorsque le responsable a annulé sa conférence sur Gaza dans ses locaux : « C'est pour le moins une relativisation de ce que fut le nazisme », estime Robert Hirsch.

- la publication sur les réseaux sociaux par LFI, le 22 mars 2025, d'une affiche incluant une photographie de Cyril Hanouna qui reprend tous les clichés des caricatures antisémites des années 1930 : nez crochu, oreilles saillantes, rictus menaçant, etc.. L’avocat de l'animateur de confession juive a montré la photographie avait été photoshopée par l'intelligence artificielle pour la faire ressembler à celle du « Juif éternel » (documentaire de propagande nazie réalisé sur commande de Joseph Goebbels). Le visuel a rapidement été enlevé. 
La désignation de LFI comme un « parti antisémite » est dénoncée sur le Club de Mediapart, par des intellectuels et militants proches de la formation, comme une « infamie ». Sur franceinfo, une cadre de LFI déclare : « Nous ne sommes pas antisémites, l'égalité fait partie de notre ADN. » Le leader du parti aussi s'en défend : « Chaque fois qu'il y aura une bataille contre le racisme, je serai là. » Pour Robert Hirch, malgré les « dérapages » de ses membres, LFI n'est pas un parti antisémite dans la mesure où son programme ne l'est pas : « Le parti LFI n'a rien à voir avec des mouvements comme l'Action française au XIXe siècle, qui prônait un antisémitisme d'Etat ».
Pour ceux qui considèrent ces nombreux dérapages comme avérés mais qui n'y voient pas d'antisémitisme, la raison invoqué est le choix électoraliste. Le 6 octobre 2024, L'Humanité déclare : « De la même manière que la droite instrumentalise l’antisémitisme. Pour des raisons électoralistes, des socialistes juifs (Raphaël Glucksmann, Emma Rafowicz – NDLR ) ont été taxés de sionistes par LFI, alors qu’ils défendent, comme elle, une solution à deux États ! »

 
De même, en mars 2025, le Nouvel Obs déclare :
« Singulièrement depuis le 7 octobre, Jean-Luc Mélenchon et certains élus LFI ont fait, consciemment ou non, des déclarations aux relents antisémites qui ressemblent beaucoup à ce qu’on appelle des « dog wisthle » (« sifflet à chien »), c’est-à-dire des « appels du pied »1]. (...) Alors que l’audience, notamment parmi la jeunesse, du leader de LFI lui donne une responsabilité particulière pour éviter la propagation du racisme et de l’antisémitisme, il ne cesse, à des fins électorales, d’adresser des clins d’œil à la partie de la population qui, y compris dans les quartiers populaires, est sensible aux préjugés antijuifs ».

### Provoquer le chaos en France
La « Grande confusion » autour de l'antisémitisme est utilisée à de nombreuses reprises par des puissances étrangères pour chercher à créer le chaos dans l'hexagone, comme dans les exemples suivants :

#### Tags d'Étoile de David
Durant la nuit du 26 au 27 octobre 2023, une dizaine d'étoiles de David bleues, symbole de la religion juive, sont peintes sur des murs du 10e arrondissement de Paris.. Trois nuits plus tard, environ 250 étoiles de David sont à nouveau peintes, selon le même mode opératoire, à Saint-Ouen-sur-Seine, Aubervilliers ou Vanves puis dans Paris. L'événement est alors dénoncé par certains comme un acte antisémite inquiétant. En réalité, l'enquête a aboutit à un couple de Moldaves en situation irrégulière, soupçonné d'avoir agi dans un but de provocation pour un commanditaire, Anatoliï Prizenko, homme d’affaires moldave pro-Kremlin,. VIGINUM et les services de renseignement ont établit un lien avec l'opération de désinformation Doppelgänger. Le 9 novembre 2023 dans un communiqué officiel, le Quai d’Orsay condamne une ingérence numérique russe, à travers la diffusion et l'amplification artificielle sur les réseaux sociaux des photographies des étoiles de David taguées, par de nombreux comptes attribués au réseau Doppelgänger.

#### Vandalisme du mur du Mémorial de la Shoah
De la même manière, durant la nuit du nuit du 13 mai au 14 mai 2024, des dizaines de mains rouges sont taguées sur le mur des justes du Mémorial de la Shoah à Pariset dans plusieurs autres lieux du quartier du Marais, quartier traditionnel juif. Cet acte de vandalisme a eu lieu le jour de la commémoration de la rafle du billet vert, le 14 mai 1941, quand 3 700 Juifs ont été arrêtés puis déportés.
Or, depuis l'attaque du 7 octobre, ce signe des mains rouges est un symbole controversé, présenté par les uns comme un symbole de la solidarité avec les palestinienset par les autres comme un appel au meurtre d'israéliens. De nombreuses personnalités politiques et religieuses font part de leur indignation. Quelques jours plus tard, l'enquête la cellule VIGINUM, organisme de lutte contre les opérations d’influence, montre que ces tags relevaient en réalité une manœuvre de déstabilisation et une nouvelle tentative de désinformation russes. Les enquêteurs, grâce aux images de vidéosurveillance et au bornage des téléphones portables, ont identifié trois hommes bulgares,. Les autorités bulgares ont déclaré que ces hommes gravitent « dans les cercles d’extrême droite ». Les trois hommes ont été arrêtés.